# 黃少谷 (藝人)
黃少谷（1981年10月24日—），暱稱“少少”，臺灣創作歌手、強辯樂團主唱兼吉他手、龍之家族吉他手，在2017年10月推出個人首張全創作專輯「未來」。
從出道就使用的暱稱「黃牛」，在2015年10月31日參與錄製電視節目全球中文音樂榜上榜曾談及，因為文字釋義的負面含義常為自己帶來困擾而不想再用。 
2018年在民視八點檔大時代飾演孫煥奇一角增進知名度，於2024年簽約了民視的鳳凰藝能成為旗下藝人。

## 生平
從小受到表哥溫尚翊的影響，對玩音樂玩樂團產生夢想。十六歲北上到台北求學並在樂器行打工，1998年在樂器行張貼徵尋團員啟事，創組強辯樂團開啟音樂的旅程。
2000年擔任歌手李心潔音樂專輯《愛像大海》校園宣傳及巡演的吉他樂手，同時參與專輯MV拍攝。
2005年擔任五月天技師，與同為技師團成員黃士、赤木、雞毛、邵崇柏（小猴）合組限定組合樂團「龍之家族」，專門惡搞「老闆」五月天的歌曲、演唱會橋段 。
2006年強辯樂團發行首張專輯《冠軍》正式出道。
2009年強辯樂團首次跨足戲劇圈製作電視原聲帶《強辯之【終極三國】三團鼎立SUPER大鬥陣》，樂團成員亦參與該劇終極三國電視劇演出。黃少谷在劇中飾演「周瑜」角色，自此對戲劇演出產生興趣。
籌備製作強辯樂團第三張專輯時，因為唱片公司相信音樂拒絕出資且無意願發行，於是自費且負債製作專輯。2014年8月，與種子音樂合作唱片代發行，同年9月25日發行強辯樂團第三張專輯《我的美麗時光》，並於2015年創業成立轉轉轉工作室獨立運作。
2015年10月24日在自己生日當天以本名「黃少谷」登場，「南柯一夢」為主題，舉辦首場個人演唱會。
2017年1月1日強辯之夜「不再，強辯」休團告別演唱會，為強辯樂團最後一次任性演出 。
2017年8月加盟喜歡音樂，同年10月2日發行個人首張創作專輯《未來》。
2020年5月23日向林薇求婚成功，同年6月9日登記結婚，並發行求婚曲《天堂的證明》。

## 音樂作品

### 個人專輯
| 專輯名稱 | 發行日        | 曲目 |
| -------- | ------------- | --- |
| 未來     | 2017年10月2日 | ★ 1. 人工智慧 2. 忘了哭 3. 我們都需要時間 4. 我想要一直就在你身邊 5. 光合作用（feat. 丁噹） （網路電影【浪花嬌娃之怒海神拳】主題曲） 6. 祝你幸福 7. 神偷 8. 南柯一夢 9. 當初的自己 10. 未來 |

### 個人單曲
| 單曲名稱   | 發行日         | 創作部分   | 附 註                                                    |
| 毫無保留   | 2017年12月14日 | 作曲／填詞 | 微電影「無悔付出的愛」主題曲 、原曲《祝你幸福》重編詞    |
| 咱的故事   | 2018年7月13日  | 作曲／填詞 | 台語歌曲 、電視劇《大時代》片頭曲                        |
| 遊戲人生   | 2018年9月26日  | 作曲／填詞 | 2018年10月21日生日演唱會主題概念曲                       |
| 天堂的證明 | 2020年6月10日  | 作曲／填詞 | 求婚曲                                                   |
| 愛的進行式 | 2023年11月15日 | 作曲／填詞 | 台語歌曲 、電視劇《愛的榮耀》片頭曲                      |
| 春天的花   | 2023年11月22日 | 作曲／填詞 | 合唱：黃少谷、黃士 、台語歌曲 、電視劇《愛的榮耀》片尾曲 |

### 強辯樂團
強辯樂團音樂專輯創作資訊 ，請參見條目內容
- 錄音室專輯
  - 《冠軍》2006年
  - 《小霸王》2007年
  - 《我的美麗時光》2014年
  - 《在那之前》2015年
- 電視原聲帶

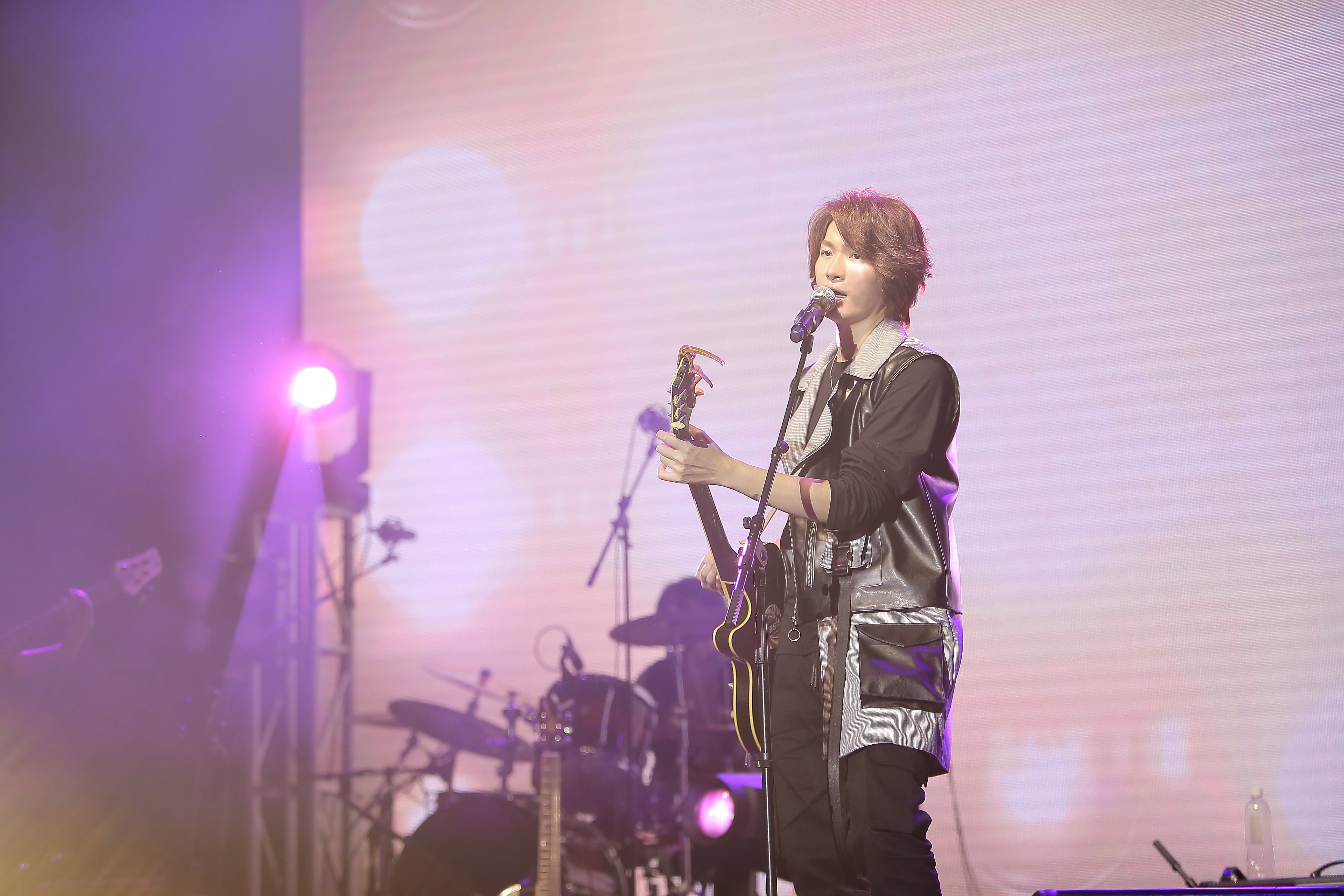
「遊戲人生」演唱會

  - 《強辯之【終極三國】三團鼎立SUPER大鬥陣》2009年

### 合輯
| 曲名         | 合輯名稱                       | 年份 | 創作部分   | 備註                                 |
| 存在         | 少年ㄞ國                       | 2001 | 作曲／填詞 |                                      |
| Help me      | 玩團最屌4                      | 2001 | 作曲／填詞 |                                      |
| 流星         | 玩團最屌4                      | 2001 | 作曲／填詞 |                                      |
| 車站         | 玩團最屌4                      | 2001 | 作曲／填詞 | 後更名為「你敢知」收錄於《冠軍》專輯 |
| 找尋你呼喚你 | 半成年主張                     | 2002 | 作曲／填詞 |                                      |
| 轉轉轉運歌   | 大開天窗 Alway Open Your Heart | 2008 | 作曲／填詞 | 7-11OPEN小將 吉祥物代言曲            |

### 其他創作
| 曲名                | 歌手       | 專輯名稱            | 年份 | 創作部分                      | 備註                                |
| 我想我需要時間      | SpeXial    | 終極一班2電視原聲帶 | 2013 | 作曲、填詞                    | 原曲《我們都需要時間》改編          |
| 為什麼你不愛我      | 小伶       |                     | 2015 | 作曲、填詞                    | 網路發表                            |
| Boom Boom Queen     | 圓圓       | Boom Boom Queen     | 2018 | 共同填詞、製作                |                                     |
| 像極了愛情          | 神龍妹子團 |                     | 2019 | 作曲、共同填詞                | 數位發行                            |
| 春天的花 (不插電版) | 黃士       |                     | 2023 | 作曲、填詞                    | 台語歌曲 、電視劇《愛的榮耀》片尾曲 |
| 感謝有你            | 黃士       |                     | 2023 | 作曲、 共同填詞：黃少谷、黃士杰 | 台語歌曲 、電視劇《愛的榮耀》插曲   |

### 合作歌曲
| 曲名 | 合作歌手                                          | 年份 | 備註           |
| 曙光 | 陳曼青、紅中、許莉潔 合組燈會限定團體「曙光樂團」 | 2020 | 桃園燈會主題曲 |

## 演唱會

### 個人
| 名稱                         | 日期           | 地區        | 場地                               | 附註                                 |
| ---------------------------- | -------------- | ----------- | ---------------------------------- | ------------------------------------ |
| 南柯一夢                     | 2015年10月24日 | 台灣 台北市 | 河岸留言 (音樂藝文咖啡)            | 生日單飛開唱                         |
| AI 人工智慧                  | 2016年10月22日 | 台灣 台北市 | 河岸留言 (西門紅樓展演館)          | 單飛辦個唱，演唱會名稱來自掃地機器人 |
| 少廢話，給我來生日趴         | 2017年10月22日 | 台灣 台北市 | 6樓公館阿帕音樂活動空間            | 臨時企劃小型音樂會                   |
| NOW！ 《現在就是未來》演唱會 | 2017年11月18日 | 台灣 台北市 | PIPE Live Music (水管音樂展演空間) | 【宣洩場】                           |
| NOW！ 《現在就是未來》演唱會 | 2017年12月2日  | 台灣 台中市 | Forro Cafe (呼嚕咖啡)              | 【溫馨場】                           |
| NOW！ 《現在就是未來》演唱會 | 2017年12月23日 | 台灣 高雄市 | 駁二藝術特區 LIVE WAREHOUSE        | 【未來場】                           |
| 遊戲人生 Gaming              | 2018年10月21日 | 台灣 台北市 | 台北三創生活園區 5F Clapper Studio | [ 20 ] [ 21 ]                        |
| 「當初」演唱會               | 2023年7月22日  | 台灣 台北市 | 河岸留言 (音樂藝文咖啡)            | [ 22 ]                               |

### 龍之家族
| 名稱                                       | 日期          | 地區        | 場地                          | 附註                                                  |
| ------------------------------------------ | ------------- | ----------- | ----------------------------- | ----------------------------------------------------- |
| Find No Home 當我們早睡早起 世界巡迴演唱會 | 2005年4月17日 | 台灣 台北市 | 河岸留言 (西門紅樓展演館)     |                                                       |
| 2010 龍之家族演唱會                        | 2010年3月19日 | 台灣 台北市 | Legacy Taipei 傳 音樂展演空間 |                                                       |
| 諾亞翻桌之雜草重生 世界巡迴演唱會          | 2013年8月25日 | 台灣 台北市 | 松山文創園區一號倉庫          |                                                       |
| 諾亞翻桌之雜草重生 世界巡迴演唱會          | 2013年8月31日 | 台灣 台北市 | 松山文創園區一號倉庫          | 安可場、 五月天《諾亞方舟》KUSO版「龍之家族」惡搞開唱 |
| Just Joke It！ 「救世」世界巡迴演唱會      | 2015年7月30日 | 台灣 台北市 | 松山文創園區一號倉庫          | 安可場（臨時加開）                                    |
| Just Joke It！ 「救世」世界巡迴演唱會      | 2015年7月31日 | 台灣 台北市 | 松山文創園區一號倉庫          |                                                       |

## 影視作品

### 電視劇
| 年份   | 劇 名                      | 首播頻道   | 飾 演        |
| 2009年 | 《終極三國》               | 民視       | 周瑜         |
| 2012年 | 《終極一班2》              | 八大綜合台 | 耿烈         |
| 2014年 | 《神仙·老師·狗》           | 台視       | 阿志         |
| 2014年 | 《終極惡女》               | 八大綜合台 | 琥珀         |
| 2018年 | 《大時代》                 | 民視       | 孫煥奇       |
| 2020年 | 《天之驕女》               | 三立台灣台 | Peter        |
| 2022年 | 《戲說台灣－醫神化鬼母冤》 | 三立台灣台 | 王俊隆       |
| 2023年 | 《搜尋者》                 | 大愛電視台 | 豬肉榮(少年) |
| 2023年 | 《開創者》                 | 中視       | 梁維漢       |
| 2023年 | 《愛的榮耀》               | 民視       | 張元智       |

### 網路電影
- 2018年 浪花嬌娃之怒海神拳（飾演－何畢其）

### 微電影
| 年份   | 片名                               | 飾演   | 附註                                              |
| 2017年 | 無悔付出的愛                       | 少少   | Beseye 年度微電影                                 |
| 2022年 | 眷代                               | 顧家銘 | 虎尾科技大學出品                                  |
| 2023年 | 你這禮拜回家嗎？                   |        | 衛福部-看見看不見的傷 -親密關係精神暴力微電影徵件 |
| 2023年 | NINETEEN EIGHTY-THREE 《壹玖捌參》 | 梁老師 | 學生製片                                          |
| 2023年 | 紅燼 Embers                        | 王桐生 | 開南大學電影系作品                                |

### 短片
- 2022年 【金險影展】福星（遠雄人壽）
- 2022年 因為愛我們學習－婚前教育（新北市教育局）
- 2022年 這就是愛的重量－新手爸媽（新北市教育局）

## 廣告
- 2022年 38度金門高粱酒_用真感情敬真朋友_剛剛厚篇
- 2022年 38度金門高粱酒_用真感情敬真朋友_燒燒篇

### 參演 MV
| 年份 | 歌 手  | 曲 名        | 備註     |
| ---- | ------ | ------------ | -------- |
| 2000 | 彭佳慧 | 風流女生     |          |
| 2000 | 李心潔 | 怎麼了       |          |
| 2000 | 李心潔 | 愛來愛去     |          |
| 2004 | Makiyo | 粉紅色樂團   |          |
| 2004 | 梁靜茹 | 我都知道     |          |
| 2005 | 梁靜茹 | 一對一       |          |
| 2005 | 趙之璧 | 有你真好     |          |
| 2005 | 謝霆鋒 | 勇者之歌     |          |
| 2006 | 周華健 | 愛情路       | MV男主角 |
| 2013 | 徐若瑄 | 來愛我啦     |          |
| 2015 | 麋先生 | 麋途         |          |
| 2016 | 家家   | 我愛你       |          |
| 2017 | 黃國倫 | 知道不知道   |          |
| 2018 | 爽樂團 | 讓我好好的哭 | MV男主角 |

## 主持作品

### 電視節目
| 名 稱                       | 播出時間                                          | 備 註      |
| --------------------------- | ------------------------------------------------- | ---------- |
| 食尚玩家－就要醬玩          | 2012年5月17日、5月24日、5月31日、7月12日、7月19日 | 搭檔主持人 |
| 全球中文音樂榜上榜 (臺灣版) | 2015年5月9日、5月16日、6月6日                     | 助理主持人 |

### 數位媒體頻道
| 名 稱                           | 發佈日期      | 平 台                  | 備 註              |
| ------------------------------- | ------------- | ---------------------- | ------------------ |
| 字字咕嘰 Funny Word             | 2017年        | YouTube                | 第二季             |
| P編開賣啦－台灣精品電競最強聯盟 | 2018年1月25日 | Facebook               | PChome 24h購物直播 |
| Boom開眼睛 圓圓來了             | 2018年4月10日 | Facebook、PChome大影音 | PChome 名人360     |

### 活動主持
2011年
- 1月22日 丁噹《未來的情人 台北年貨大街簽唱會》

2013年
- 4月18日 清水高中《校慶演唱會》
- 5月15日 長庚科技大學《校慶演唱會》
- 5月20日 中州科技大學《畢業晚會》
- 6月7日 成功大學《畢業晚會》
- 10月8日 中原大學《2013中華電信Hami+音樂校園演唱會》
- 10月15日 銘傳大學《迎新校園演唱會》
- 10月24日 台南科技大學附中《校園演唱會》
- 11月17日 實踐大學台北校區《2013中華電信Hami+音樂校園演唱會》
- 11月25日 亞洲大學《2013中華電信Hami+音樂校園演唱會》
- 11月27日 大華科技大學《校園演唱會》
- 12月17日 台北科技大學《2013中華電信Hami+音樂校園演唱會》
- 12月19日 樹德科技大學《2013中華電信Hami+音樂校園演唱會》
- 12月25日 清華大學《2013中華電信Hami+音樂校園演唱會》
- 12月26日 東華大學《Mr.東吶校園演唱會》

2014年
- 4月13日  丁噹 生日會
- 5月15日 長庚科技大學《校慶演唱會》
- 5月20日 黎明技術學院《畢業演唱會》
- 5月21日 中原大學《畢業演唱會》
- 6月3日 海洋大學《畢業演唱會》
- 9月25日 建國科技大學《石在GO好玩 大學FUN精彩 迎新演唱會》
- 12月9日 玄奘大學《我相信校園演唱會》
- 12月17日 暨南大學《超暨英雄聖誕演唱會》

2015年
- 3月10日 HUSH (台灣男歌手)《好友（劉以豪）錄音探班記者會》
- 4月18日 清水高中《異國瘋清（清水高中69週年校慶）演唱會》
- 5月23日《Fun浪臺中-世代傳奇 山海屯聯合校園演唱會》
- 6月4日 成功大學《殺聲成人－104級畢業演唱會》
- 12月12日 Aape 信義新光三越A11店開幕活動
- 12月19日 屏東科技大學《校園演唱會》

2017年
- 7月6日《台北國際紋身藝術音樂祭》開跑記者會
- 7月7、8、9日《台北國際紋身藝術音樂祭》
- 10月29日 港明高中《55週年校慶演唱會》

2018年
- 4月14日 大甲高中《校園演唱會》

## 其他經歷
- 2015年 金音獎第6屆評審委員
- 2016年 金音獎第7屆評審委員
- 2018年 SUPER STAR 體育表演會音樂總監

## 公益活動
- 2018年 創世基金會台中分院「愛倍增 心串連」公益餐會愛心大使 [27]

## 個人代言
- 2008年 New Balance球鞋秋冬型錄

## 外部連結
- 黃少谷的Facebook專頁
- 黃少谷的新浪微博
- 黃少谷的Instagram帳戶
- YouTube上的黃少谷頻道
- YouTube上的薇糖少冰頻道